# 里斯托·拉科宁
里斯托·拉科宁（芬蘭語：Risto Laakkonen，1967年5月6日—），芬兰男子跳台滑雪运动员。他曾代表芬兰参加1988年和1992年冬季奥林匹克运动会跳台滑雪比赛，其中在1992年冬季奥运会获得团体高跳台金牌。